# Lou Brundin
Lou Brundin, född 25 januari 1959, är en svensk neurolog.
Brundin blev 1991 medicine doktor vid Karolinska institutet och 2008 professor i neuroimmunologi vid samma lärosäte.